# روشينها
روشينها (مواليد 3 مايو 1995) هو لاعب كرة قدم برتغالي يلعب في مركز الوسط المهاجم لعب سابقاً في نادي سبورتينغ لشبونة ونادي المرخية القطري.

## روابط خارجية
- روشينها على موقع الاتحاد الأوربي (الإنجليزية)
- روشينها على موقع قاعدة بيانات كرة القدم.إي يو (الإنجليزية)
- روشينها على موقع Soccerway.com (الإنجليزية)